# Sydney Mechanics’ School of Arts

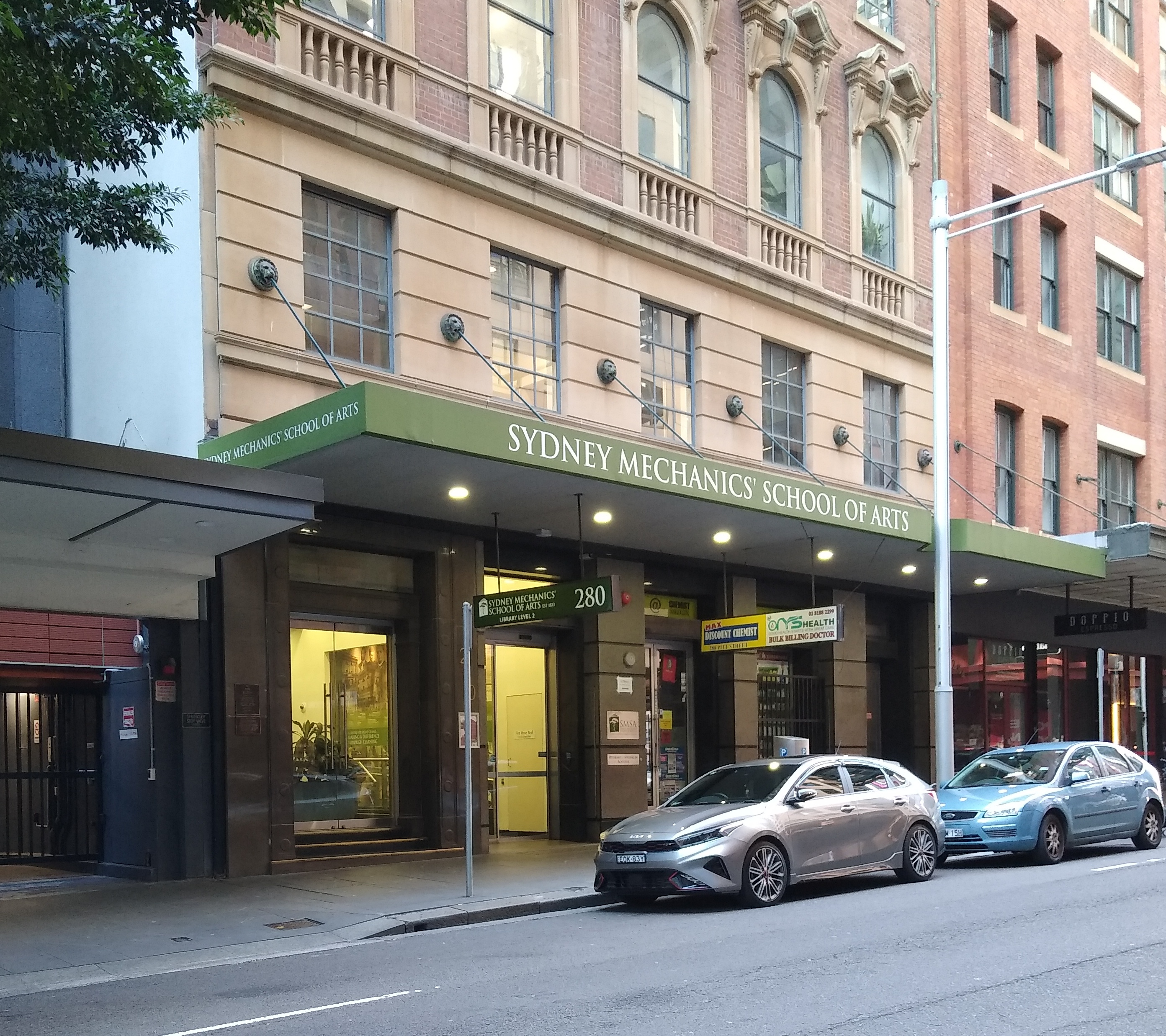
Eingang zur Sydney Mechanics’ School of Arts im Jahr 2022.

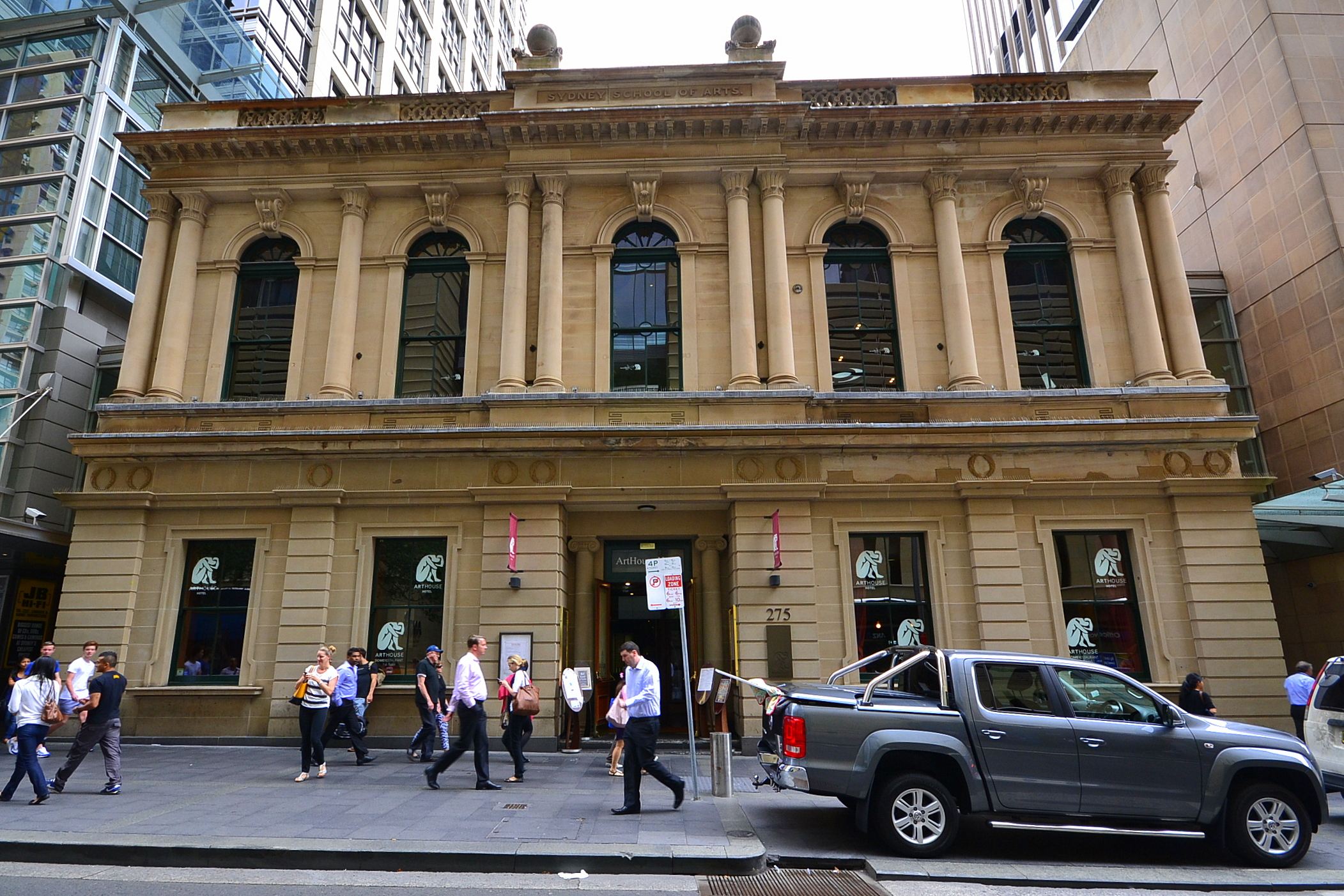
Die School of Arts im Jahr 2014.

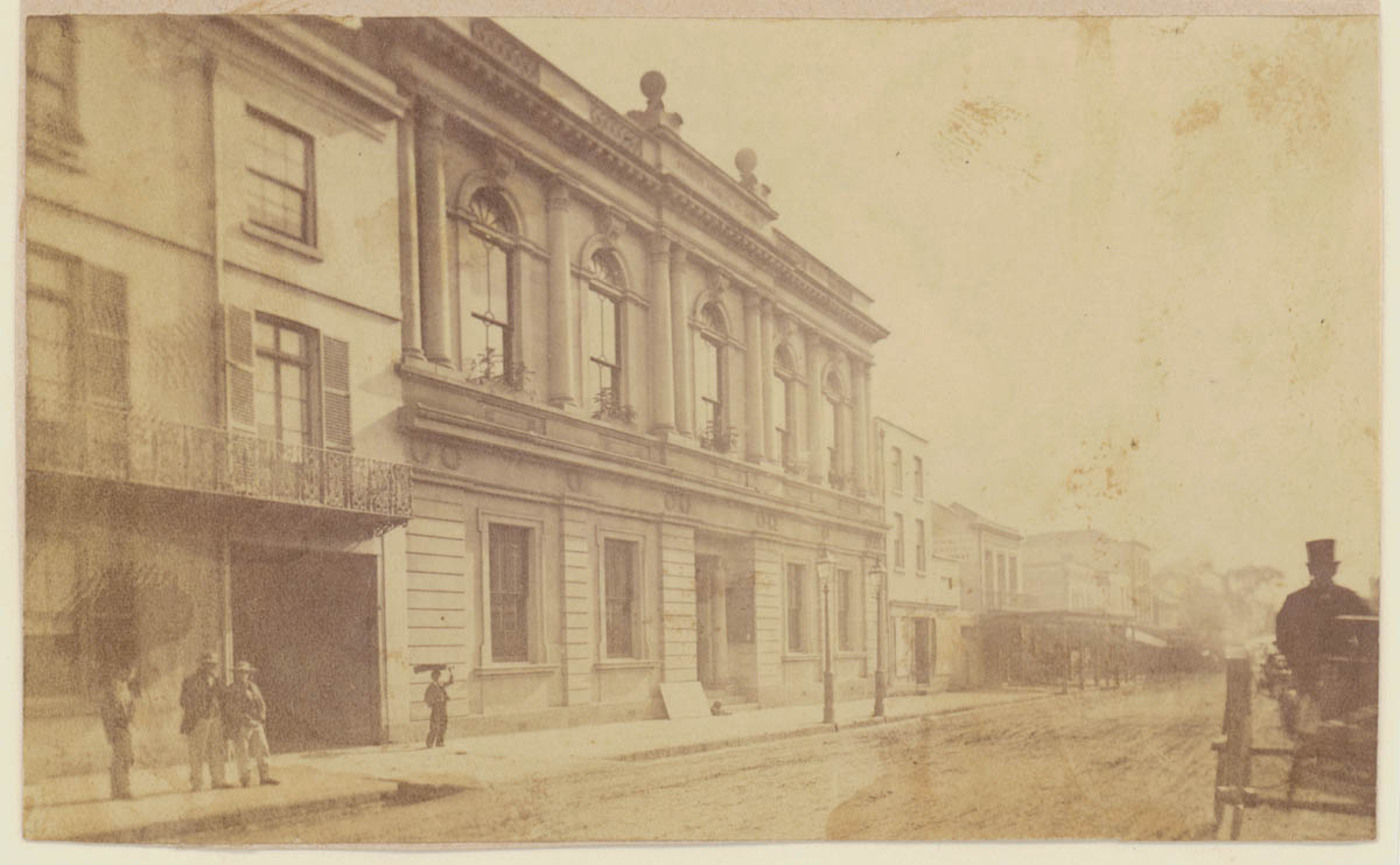
Die School of Arts im Jahr 1869.

Die Sydney Mechanics’ School of Arts (SMSA), deutsch etwa: „Schule für Technische Mechanik Sydney“, ist eine altehrwürdige Bildungseinrichtung zur Erwachsenen- und Weiterbildung in technischen Berufen mit Sitz in der Hauptstadt des australischen Bundesstaates New South Wales.

## Geschichte
Die SMSA ist das älteste noch bestehende Mechanics’ Institute des Kontinents. Sie wurde 1833 gegründet, um die technische Bildung von Erwachsenen zu fördern, in etwa vergleichbar zu deutschen Volkshochschulen. Sie ist eine selbstfinanzierte, gemeinnützige Organisation und verfügt über die am längsten bestehende Leihbibliothek Australiens. Die SMSA leistet seit nun fast 200 Jahren einen wichtigen Beitrag zu Kultur, Industrie, Gesellschaft und Politik und ist ein fester Bestandteil der Literatur- und Kulturszene der Stadt und des Landes.
Die Räumlichkeiten in zentraler Lage, etwa zwei Kilometer südlich des berühmten Opernhauses, sind öffentlich zugänglich. Hier wird der Wissenserwerb und der Wissensaustausch ermöglicht und gefördert, unter anderem durch frei verfügbare Bücher, Medien, Vorträge und Filme. Die SMSA fördert auch gesellschaftliche Zusammenkünfte, um so die Bildungs- und Freizeitinteressen der Bevölkerung anzuregen.